# 마쓰다이라 기요야스

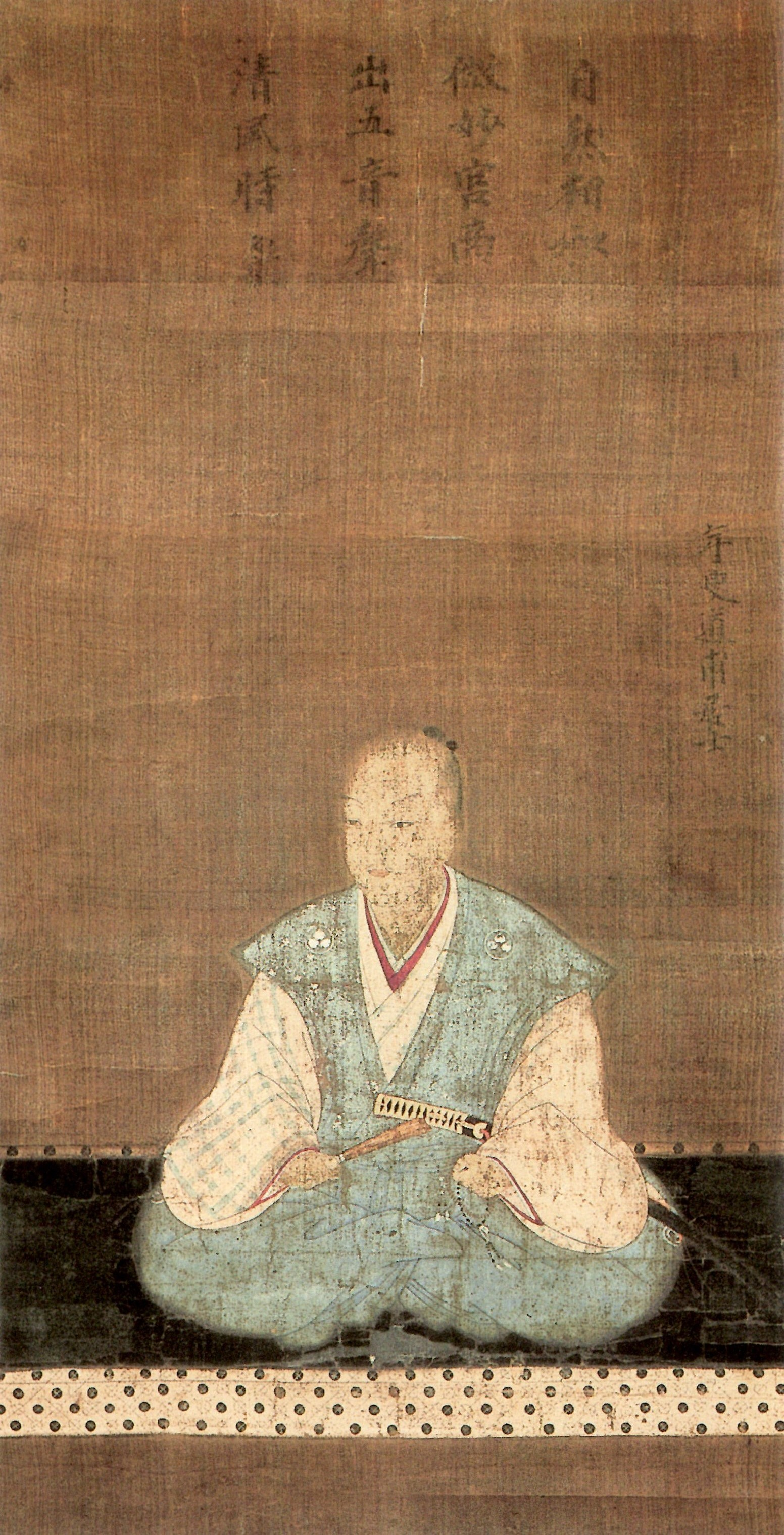
마쓰다이라 기요야스

마쓰다이라 기요야스(일본어: 松平清康, 1511년 ~ 1535년)는 센고쿠 시대의 무장이다. 통칭은 지로사부로(二郎三郎)이다. 세라다 성(世良田姓)을 칭한다. 미카와 마쓰다이라씨(松平氏)의 제 7대 당주로, 제 6대 당주 마쓰다이라 노부타다의 아들이며 마쓰다이라 히로타다(松平広忠)의 아버지이자 도쿠가와 이에야스(德川家康)의 조부이다. 미카와국 안쇼 성(安祥城) 성주 및 오카자키성(岡崎城) 성주다. 안쇼 마쓰다이라 가는 기요야스의 대에 안쇼와 오카자키를 함께 다스리고 있었는데, 무위를 들어 이반하고 있던 일족과 가신의 장악을 진행하여 서 미카와의 기반을 굳혔다.

## 생애

### 미카와 통일로
1511년 9월 28일(에이쇼 8년 9월 7일), 마쓰다이라 노부타다의 아들로 태어났다. 아명은 다케치요(竹千代).
1523년(다이에이 3년)에 일문중(一門衆)이 노부타다를 은거시키고, 기요야스에게 가독을 계승시켰다. 1526년(다이에이 6년, 또는 1524년(다이에이 4년)), 기요야스는 야마나카 성(山中城)을 공격하여 사이고 노부사다(西郷信貞, 마쓰다이라 마사야스松平昌安)를 굴복시켰다. 노부사다의 거성이었던 옛 오카자키 성은 파기되고, 현 위치의 새로운 오카자키 성으로 이전한다. 아스케 성(足助城)의 스즈키 시게마사(鈴木重政)를 공격하여 항복시켰다. 이 무렵 세이와겐지(清和源氏)의 하나로 닛타 씨(新田氏) 일문인 도쿠가와씨(得川氏)의 분가 세라타 성을 칭해, 세라타 지로사부로라고 칭했다고 한다. 이것이 후에 손자 이에야스가 마쓰다이라에서 도쿠가와로 개명한 것과 연결되어 있다고 한다.
기요야스는 다시 동서로 군대를 보내어 미카와 국 통일을 목표로 세력을 넓힌다.
1529년(교로쿠 2년), 오지마 성(尾島城, 오지마 성小島城이라고도 함; 니시오시西尾市 소재)를 공격해 획득한다. 1530년(교로쿠 3년)에는 오와리에도 출병하여 이와사키 향(岩崎郷, 닛신시日進市 이와사키)와 시나노 향(品野郷, 세토시瀬戸市 시나노 정品野町)을 빼앗는다. 그 한편으로, 동 미카와에도 진출하여 마키노 씨(牧野氏)의 이마하시 성(今橋城, 후의 요시다 성)을 공격해 함락시켰다. 기요야스는 다시 요시다 성의 남쪽 아쓰미 군(渥美郡) 다하라(田原)에 진군한다. 도다 씨(戸田氏)는 싸우지 않고 항복하여, 기요야스는 요시다 성에 병사를 되돌려 10일간 성에 머물렀다. 이 사이에 북쪽 시타라 군(設楽郡)의 야마가 산포슈(山家三方衆) 스가누마 씨(菅沼氏) 일족과 오쿠다이라 씨(奥平氏), 호이 군 우시쿠보(牛久保)의 마키노 씨 등의 동 미카와 고쿠닌슈(国人衆)의 대부분이 종속을 자처해 왔다. 다만 미카와의 동단 야나 군(八名郡)에 있던 우리 성(宇利城)의 구마가이 씨(熊谷氏)만이 복속을 거부했기 때문에 성을 포위하여 11월 23일(음력 11월 4일)에 공격하여 낙성시켰다. 이것으로 미카와 국 통일을 달성한다. 다만 일설에 따르면 우리 성 공격 이후, 사쿠라이 마쓰다이라가(桜井松平家)인 숙부 나이젠 노부사다(内膳信定)와의 불화가 악화되었다고도 말해진다.
그 이유로 들 수 있는 것이 우리 성 공략전에서 생긴 사건이다. 오테몬을 공격한 후카마 마쓰다이라 가(福釜松平家)인 숙부 사쿄노스케 지카모리(左京亮親盛)를 잃을 즈음에, 지원에 늦은 노부사다를 기요야스가 매도했다고 한다. 기요야스 자신은 그때 뿐인 질책이었을 것이지만, 질책을 당한 노부사다의 입장에서 본다면 원한을 계속 품어서 종가 찬탈의 기회를 노린다는 결의를 굳혔던 것이라고 생각되고 있다.

### 모리야마의 변
미카와 통일의 기세를 탄 기요야스는 1만 여의 대군으로 오와리에 진군한다. 1535년(덴분 4년) 12월, 기요야스는 오와리에 침입해 오다 노부히데의 동생 노부미쓰(信光)가 지키는 모리야마 성을 공격했다. 이 모리야마 싸움의 한가운데인 12월 29일(음력 12월 5일), 기요야스는 오테몬 부근에서 돌연, 가신 아베 야시치로 마사토요(阿部弥七郎正豊)에게 베어져 즉사했다. 이것을 '모리야마의 변(森山崩れ)'라고 한다. 기요야스는 야시치로의 아버지인 사다요시와 오다가와의 내통을 의심하여 사이가 좋지 않은 상태였는데, 사망 당일 말들을 붙잡아 놓으라는 말을 야치시로가 아버지를 붙잡아 놓으라는 말로 오해하여 혼란한 틈을 타 뒤로 가서 기요야스의 오른쪽 어깨부터 왼쪽 옆구리까지 베었다고 한다. 야시치로가 이 즈음에 사용한 것이 센고(千子) 무라마사(村正)라고 전해진다. 향년 25세였다.